# Élections fédérales canadiennes de 2021 en Nouvelle-Écosse
Les élections fédérales canadiennes de 2021 en Nouvelle-Écosse ont lieu le 20 septembre 2021, comme dans le reste du Canada. La province est représentée par 11 députés à la Chambre des communes, soit le même nombre que lors des élections fédérales canadiennes de 2019 en Nouvelle-Écosse.

## Résultats par parti

### Résultats généraux
| Parti                    | Parti                              | Voix    | %     | +/-           | Sièges | +/-           |
| ------------------------ | ---------------------------------- | ------- | ----- | ------------- | ------ | ------------- |
|                          | Parti libéral (PLC)                | 206 812 | 42,33 | 1,00          | 8      | 2             |
|                          | Parti conservateur (PCC)           | 143 764 | 29,42 | 3,69          | 3      | 2             |
|                          | Nouveau Parti démocratique (NPD)   | 108 092 | 22,12 | 3,19          | 0      | en stagnation |
|                          | Parti populaire (PPC)              | 19 481  | 3,99  | 2,80          | 0      | en stagnation |
|                          | Parti vert (PVC)                   | 9 189   | 1,88  | 9,10          | 0      | en stagnation |
|                          | Indépendants                       | 638     | 0,13  | en stagnation | 0      | en stagnation |
|                          | Parti communiste                   | 337     | 0,07  | en stagnation | 0      | en stagnation |
|                          | Parti marxiste-léniniste (PCC-ML)  | 129     | 0,03  | en stagnation | 0      | en stagnation |
|                          | Parti de l'héritage chrétien (PHC) | 105     | 0,02  | en stagnation | 0      | en stagnation |
|                          | Parti rhinocéros (Rhino)           | 66      | 0,01  | en stagnation | 0      | en stagnation |
|                          |                                    |         |       |               |        |               |
| Suffrages exprimés       | Suffrages exprimés                 | 488 613 |       |               |        |               |
| Votes blancs ou nuls     |                                    |         |       |               |        |               |
| Total                    | Total                              |         | 100   | -             | 11     | en stagnation |
| Abstention               |                                    |         |       |               |        |               |
| Inscrits / participation |                                    |         |       |               |        |               |

### Élus
| Circonscriptions              | Député sortant | Député sortant    | Député gagnant    | Député gagnant    |
| ----------------------------- | -------------- | ----------------- | ----------------- | ----------------- |
| Cape Breton—Canso             |                | Mike Kelloway     | Mike Kelloway     | Mike Kelloway     |
| Cumberland—Colchester         |                | Lenore Zann       |                   | Stephen Ellis     |
| Dartmouth—Cole Harbour        |                | Darren Fisher     | Darren Fisher     | Darren Fisher     |
| Halifax                       |                | Andy Fillmore     | Andy Fillmore     | Andy Fillmore     |
| Halifax-Ouest                 |                | Geoff Regan ‡     |                   | Lena Metlege Diab |
| Kings—Hants                   |                | Kody Blois        | Kody Blois        | Kody Blois        |
| Nova-Centre                   |                | Sean Fraser       | Sean Fraser       | Sean Fraser       |
| Nova-Ouest                    |                | Chris d'Entremont | Chris d'Entremont | Chris d'Entremont |
| Sackville—Preston—Chezzetcook |                | Darrell Samson    | Darrell Samson    | Darrell Samson    |
| South Shore—St. Margarets     |                | Bernadette Jordan |                   | Rick Perkins      |
| Sydney—Victoria               |                | Jaime Battiste    | Jaime Battiste    | Jaime Battiste    |